# Dorffriedhof Neuendettelsau
Der Dorffriedhof ist ein Baudenkmal in Neuendettelsau (D-5-71-180-10). Er befindet sich zwischen der Friedhofstraße und Reuther Straße.
Der Friedhof wurde Ende des 19. Jahrhunderts angelegt. Es gibt ein neuromanisches Steinkruzifix (um 1890/1900) und Grabdenkmäler des späten 19. und frühen 20. Jahrhunderts. Die Leichenhalle ist ein eingeschossiger Walmdachbau mit Dachreiter (um 1920).
Auf dem Friedhof befinden sich die Familiengräber von Wilhelm Löhe und Friedrich Bauer. 

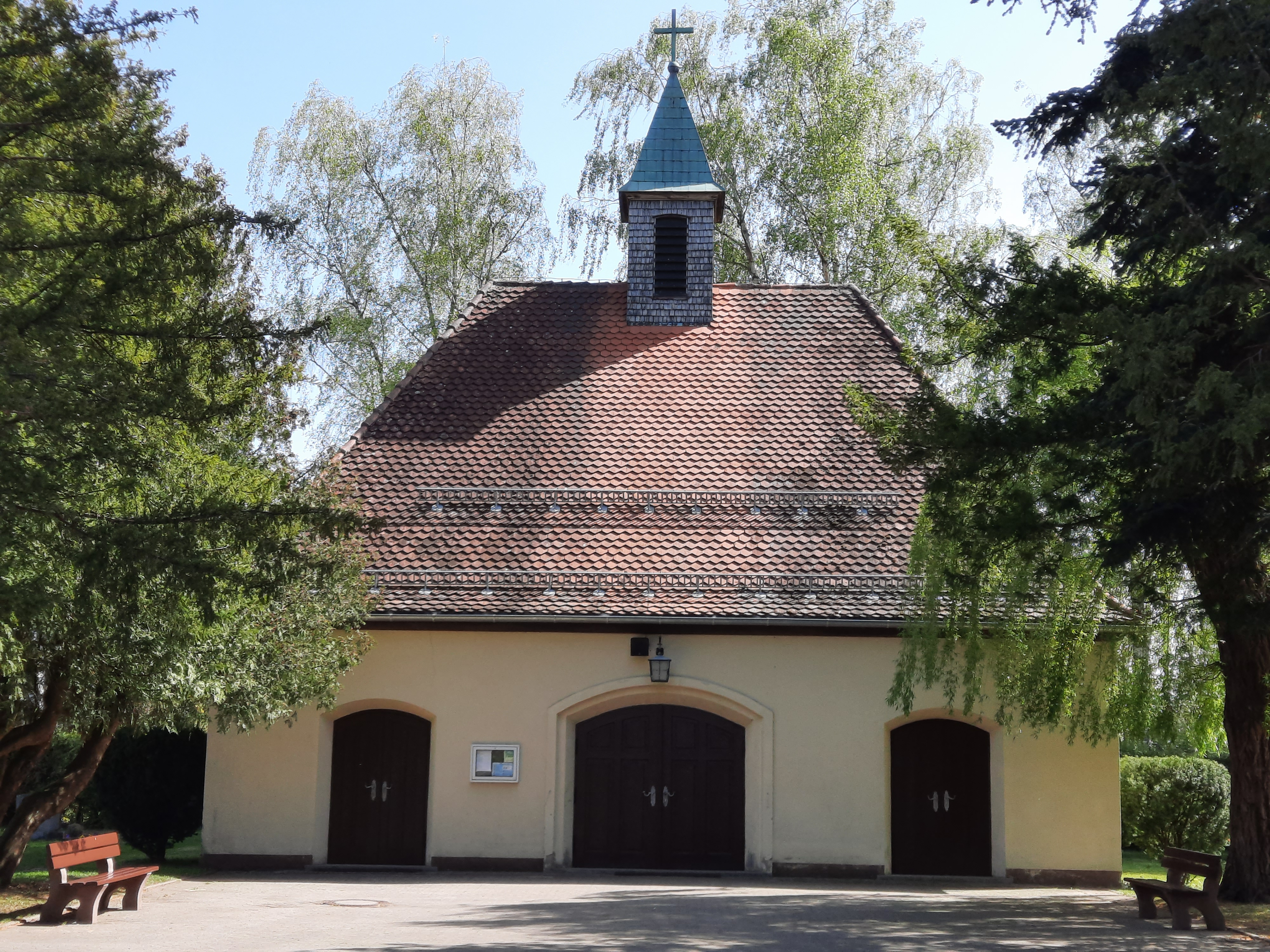
Leichenhaus
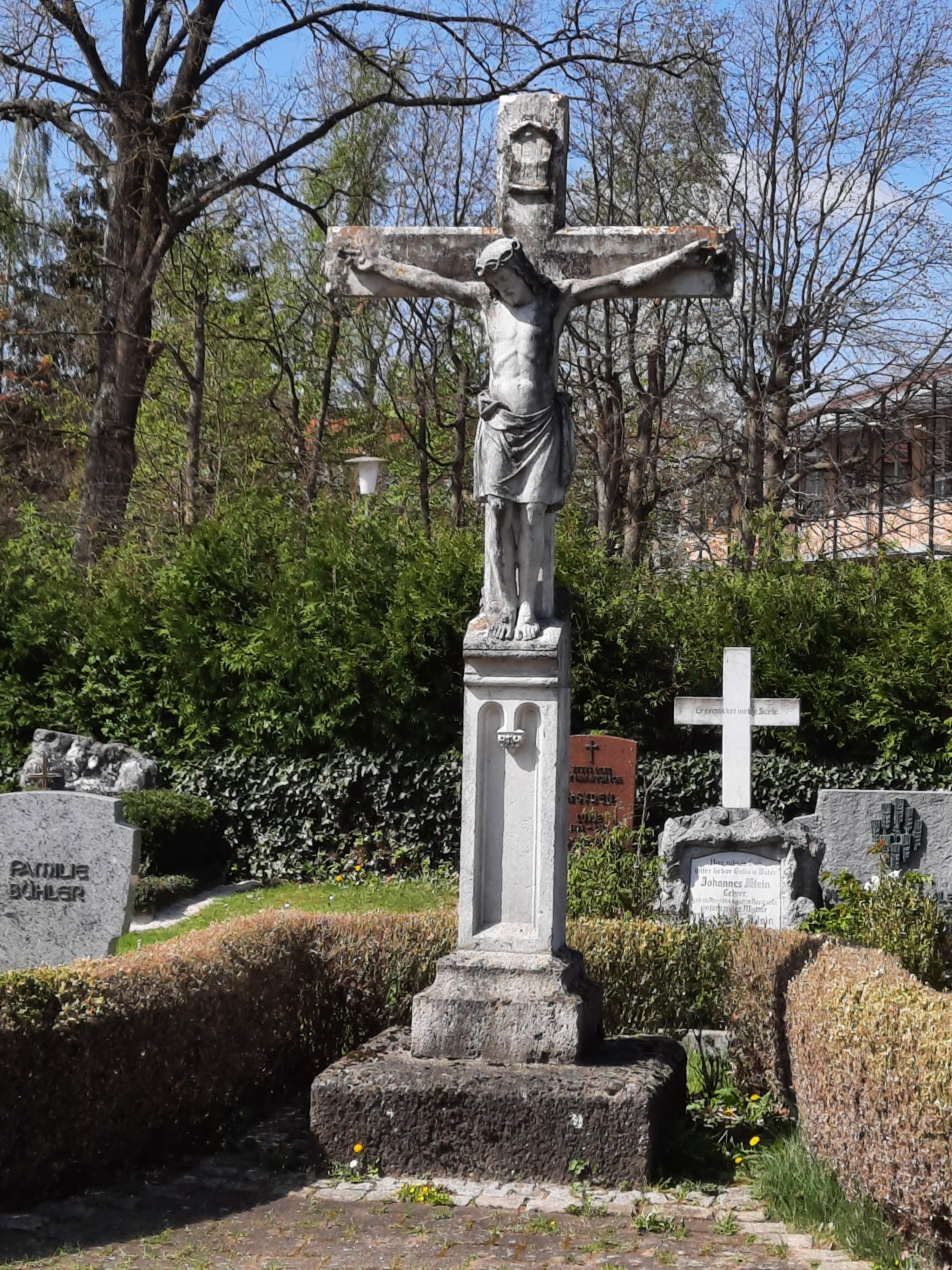
Steinkruzifix
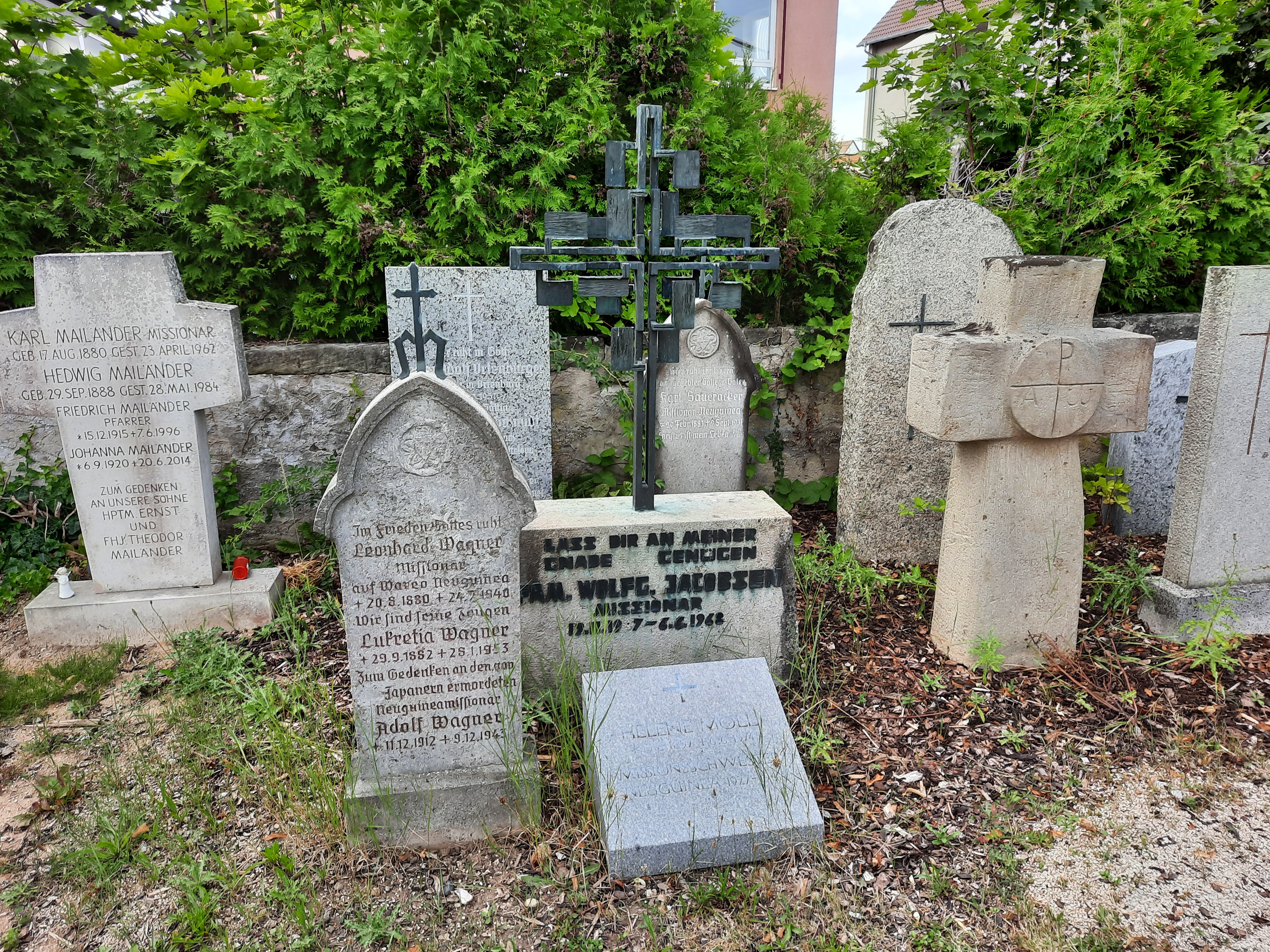
Grabdenkmäler
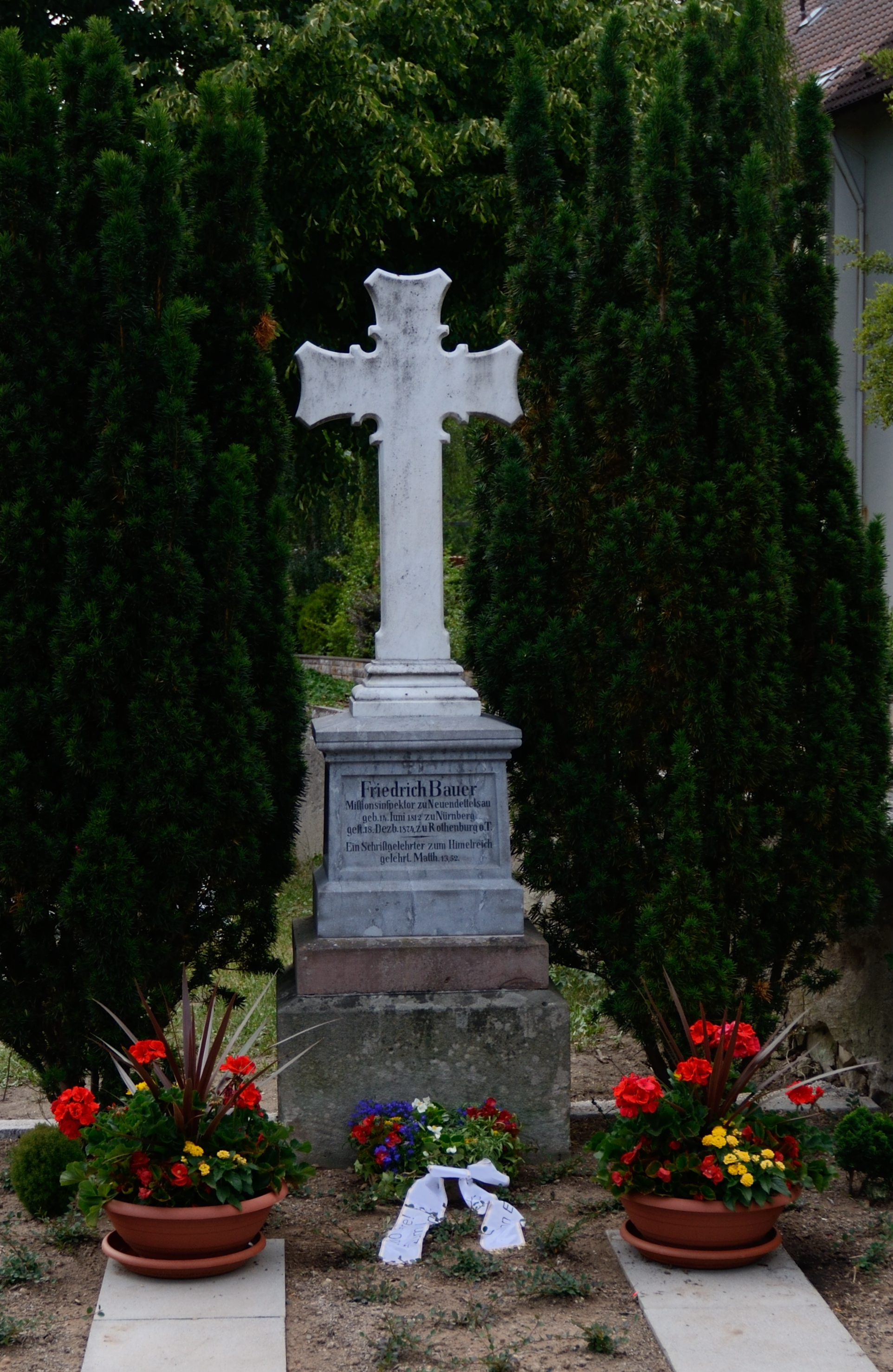
Grabmal von Friedrich Bauer
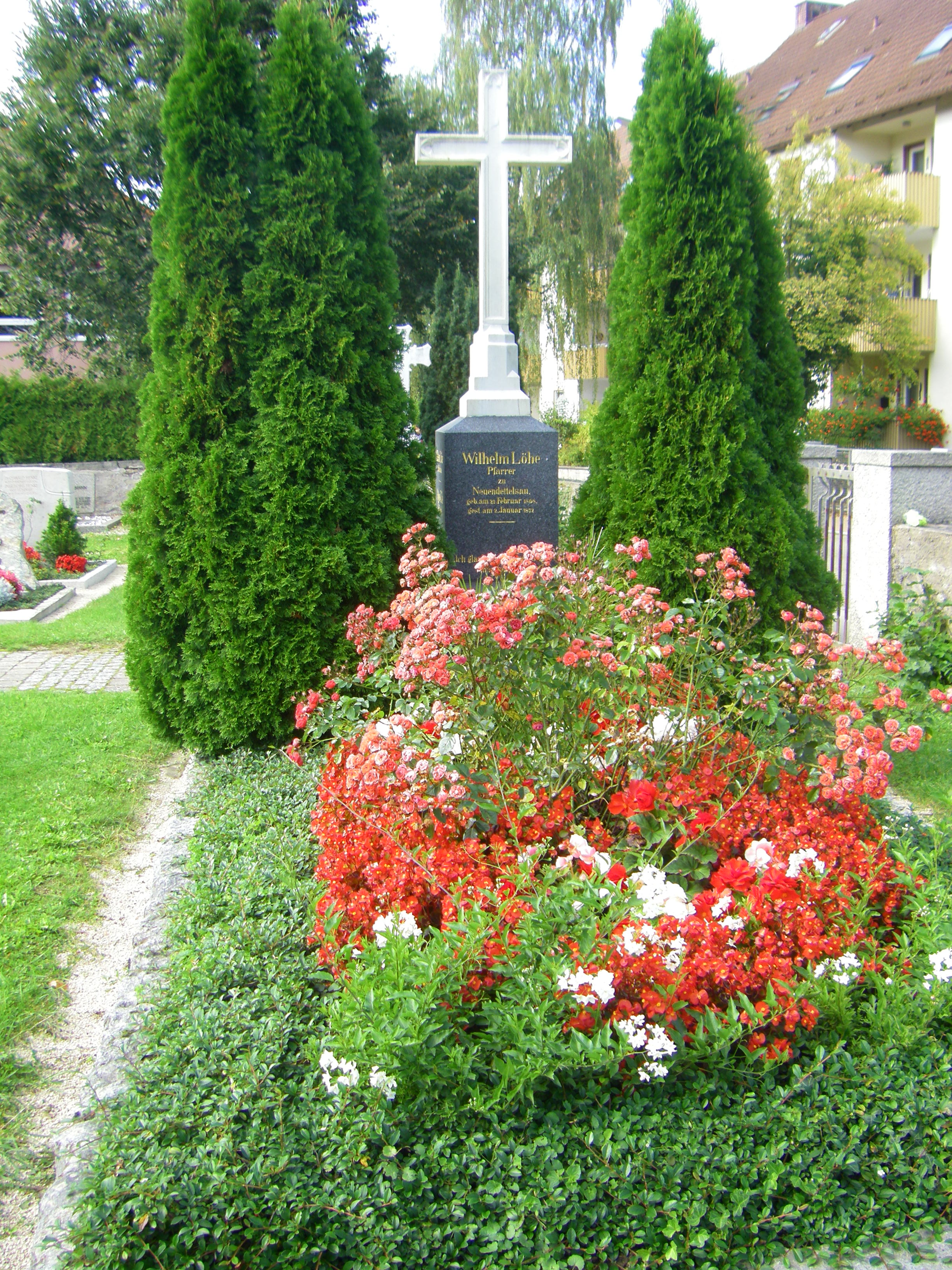
Grabmal von Wilhelm Löhe